# Васильєв-Борогонський Сергій Степанович
Сергій Степанович Васильєв-Борогонський (нар. 25 вересня 1907, І-й Соттинський наслег — пом. 11 травня 1975) — якутський радянський поет, публіцист; член Спілки письменників СРСР з 1938 року.

## Біографія
Народився 12 [25] вересня 1907 року в І-му Соттинському наслезі Якутської області Російської імперії (тепер Усть-Алданський улус, Республіка Саха, РФ) в бідній сім'ї. Протягом 1926—1930 років навчався в Якутському педагогічному технікумі.
Член ВКП(б) з 1931 року. Працював головою виконавчого комітету районних Рад, виконкому Якутської міської ради. Був відповідальним секретарем правління Спілки письменників Якутії. Обирався депутатом Верховної Ради Якутської АРСР І-го скликання.
Помер 11 травня 1975 року.

## Творчість
Почав друкуватися з 1929 року. Автор збірок віршів і поем:
- «Артіль Романа» (1929);
- «Зграя журавлів» (1935);
- «Мэнгэлэр хайа урдүгэр» / «Мегінци на горі» (1935—1939);
- «Ньурба биэрэгэр» / «На берегах Нюрба» (1935—1939);
- «Андабар» / «Клятва» (1941);
- «Поема про шаблю» (1943);
- «Слава» (1943);
- «Сир уустара» / «Мастера землі» (1951);
- «Звільнена вода» (1953);
- «Поради пернатих» (1956, казка для дітей);
- «Аччыгый уол» / «Молодший син» (1960);
- «Священний Ільмень» (1968).

## Відзнаки, пам'ять
- Державна премія Республіки Сахи імені Платона Ойунського (за поему-баладу «Священний Ільмень»)[1];
- Нагороджений:
  - двома орденами «Знак Пошани»;
  - медалями «За перемогу над Німеччиною», «За доблесну працю у Великій Вітчизняній війні»[2];
  - почесними грамотами ЦВК Якутської АРСР, Президії Верховної Ради Якутської АРСР[2].

Іменем поета названа Соттинська середня школа Усть-Алданського улусу.